# Raveau
Raveau – miejscowość i gmina we Francji, w regionie Burgundia-Franche-Comté, w departamencie Nièvre.
Według danych na rok 1990 gminę zamieszkiwało 705 osób, a gęstość zaludnienia wynosiła 20 osób/km² (wśród 2044 gmin Burgundii Raveau plasuje się na 339. miejscu pod względem liczby ludności, natomiast pod względem powierzchni na miejscu 111.).